# Lagoptera elegans
Lagoptera elegans là một loài bướm đêm trong họ Erebidae.